# A Büszke család
A The Proud Family animált szituációs komédia (sitcom) volt, amelyet Bruce W. Smith készített a Disney Channel számára.
A műsor a Proud (jelentése: büszke) család kalandjait követi nyomon a kitalált Wizville nevű városban. A családnak ellenségei és barátai is akadnak a városban.
2005-ben film is készült a sorozatból, amely záró epizódként is szolgált. Bruce eredetileg a Nickelodeon-nak is megmutatta a projektet, de ők visszautasították, így a sorozat a Disney-hez került. 3 évadot élt meg 52 epizóddal. A főcímdalért Beyoncé és a Destiny's Child felelt. 20 vagy 22 perces egy epizód. 2022-ben új változat készül a sorozatból, "The Proud Family: Louder and Prouder" címmel.

## Szereplők
- Penny Proud
- Oscar Proud
- Trudy Proud
- Suga Mama Proud
- BeBe és CeCe Proud
- Puff, a kutya

## Közvetítés
Amerikában a Disney Channel vetítette 2001. szeptember 15-től 2005. augusztus 12-ig. Magyarországra nem jutott el a sorozat.